# Молуа (святой)
Молуа (умер ок. 609) — настоятель монастыря Киллало. Дни памяти — 11 мая, 4 августа.
Святой Молуа (Molua), или Луа (Lua), или Да Луа (Da Lua), был ирландским святым, о котором мало что известно. Считается, что он родился в благородной семье в Лимерике и получил образование в Бангоре и Клонарде.
Он был монахом, быть может — отшельником, строителем. Им был основан монастырь в Киллало, который стал носить его имя Луа. У Молуа была молельня на острове Фрайар, неподалёку от современной деревни Киллало. Она была местом паломничества вплоть до XX века, пока в 1929 году мощная плотина не подняла уровень реки Шаннон и остров не погрузился под воду. Часовня Луа была разобрана, камни пронумерованы и собраны вновь на месте бывшего дворца Бриана Бору с видом на Шаннон.
Основным учеником Молуа был св. Фланнан, ставший после него настоятелем.